# Ecoparque Los Yarumos
El Ecoparque los Yarumos, es un fragmento de selva húmeda tropical que es propiedad del municipio de Manizales, está ubicado dentro de la cabecera de la ciudad, y sirve de pulmón verde para la misma.

## Atracciones

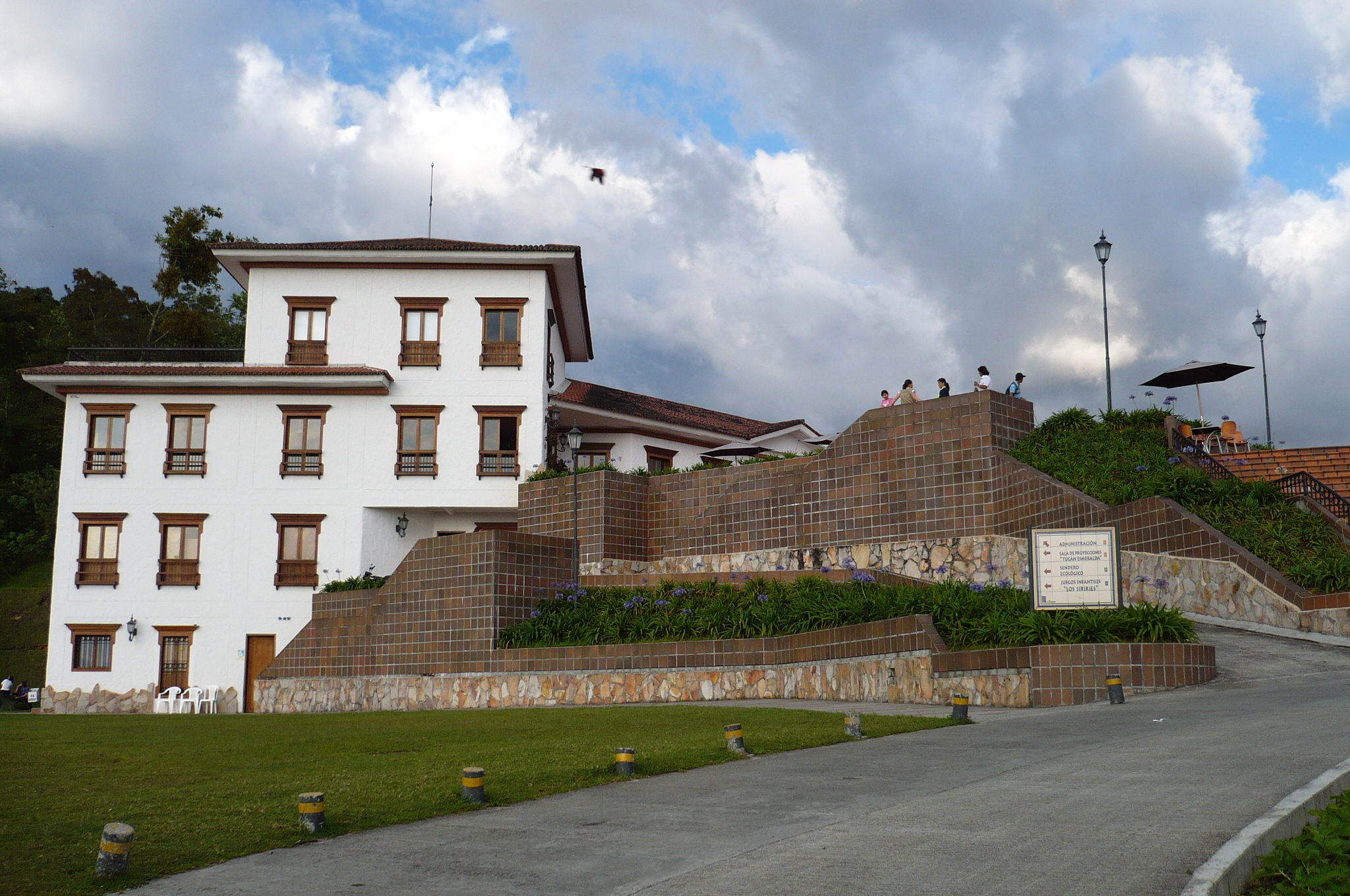
Vista del edificio principal del parque.

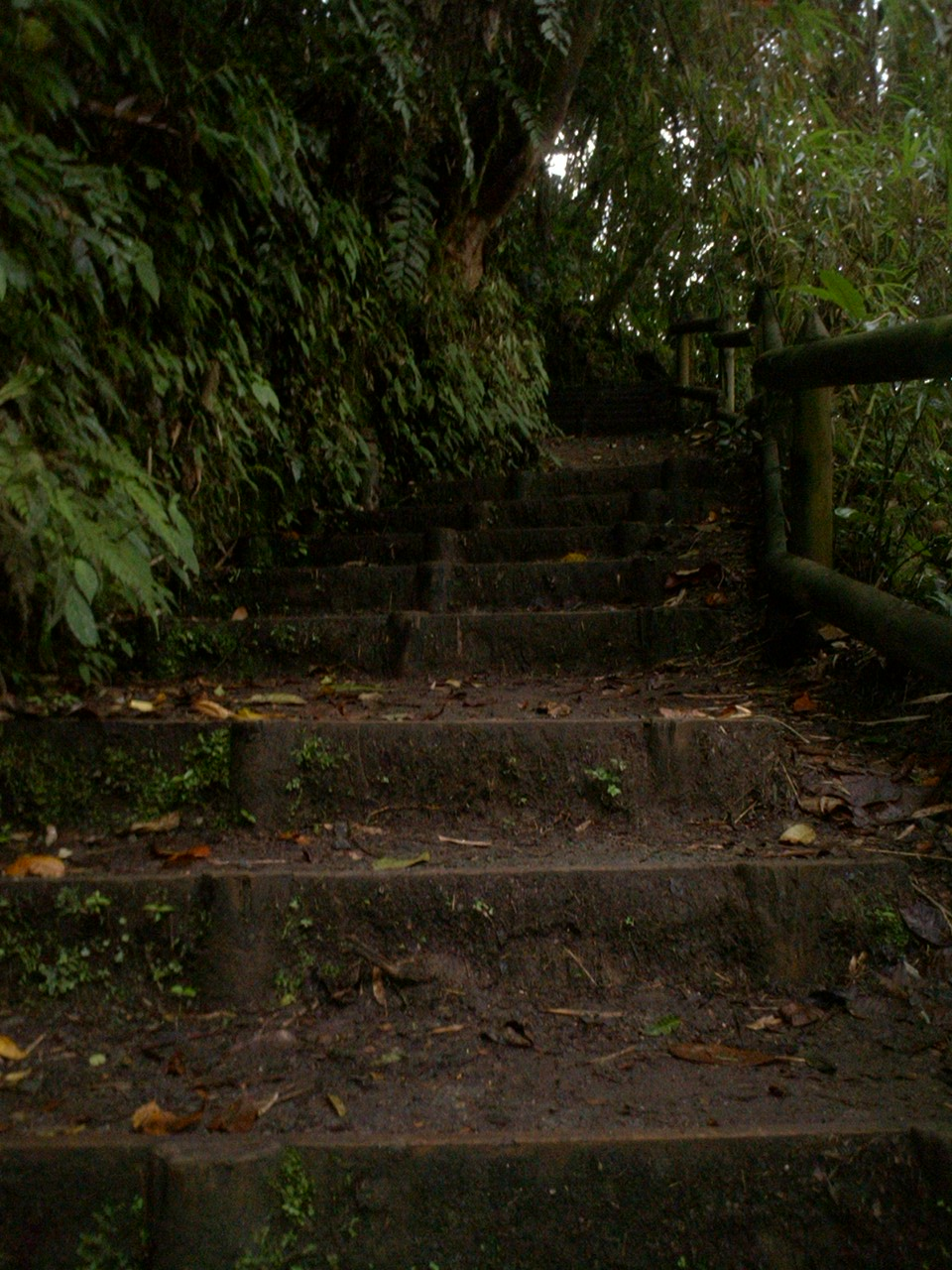
Sendero ecológico del parque.

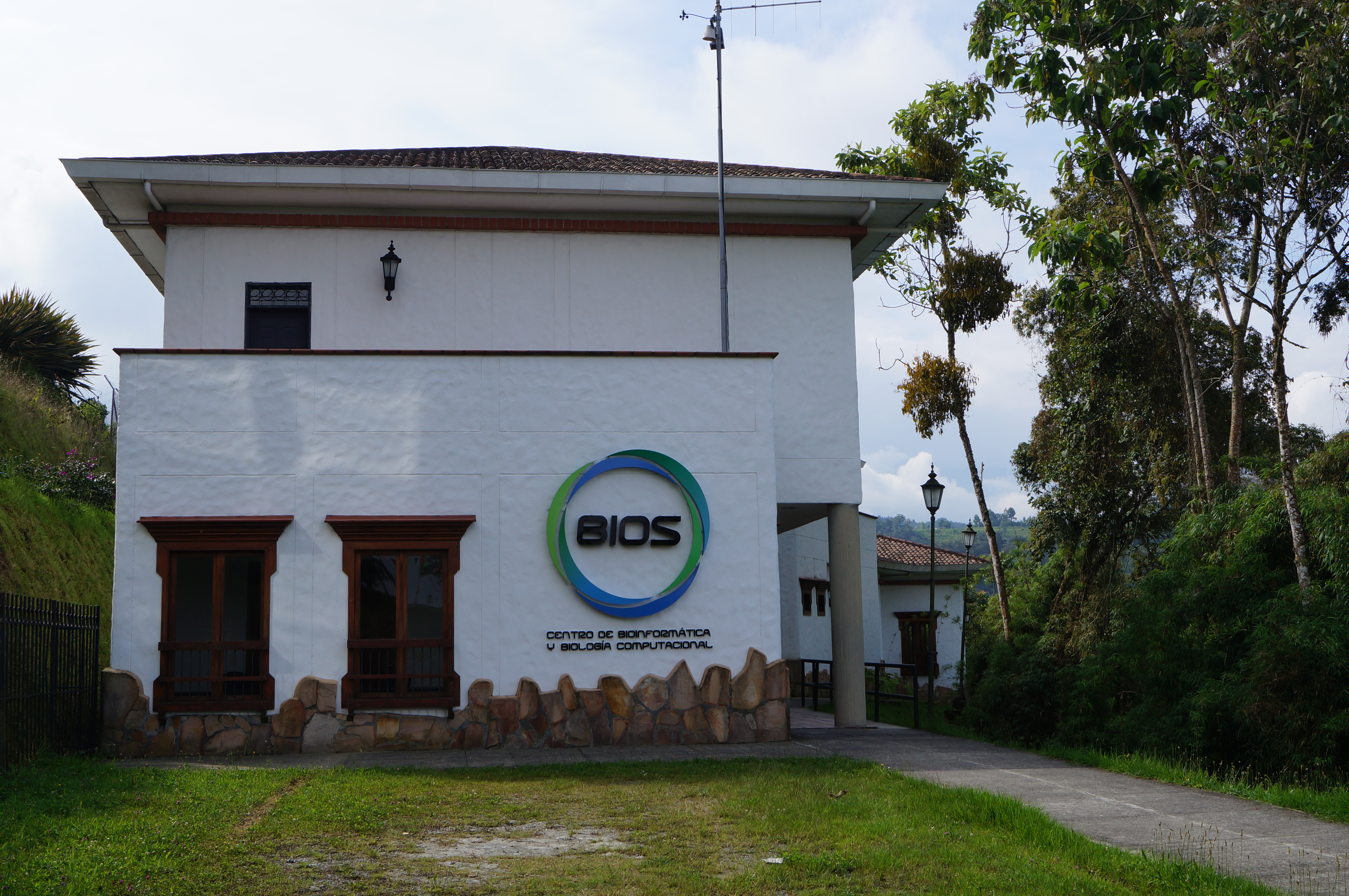
Sede de BIOS en el ecoparque.

- Senderos ecológicos

- Actividades extremas
  - Muro de escalada
  - Puente Tibetano
  - Canoping
  - Circuito de cuerdas altas
  - Barranquismo

### Centro Interactivo Bioma
Se trata de un centro interactivo enfocado a la ciencia, el proyecto fue realizado gracias a una unión del Grupo Epm a través de la Central Hidroeléctrica de Caldas y la Alcaldía de Manizales, con un costo de 4.000 millones (pesos colombianos); el  Parque Explora de Medellín, lideró la construcción del proyecto, inaugurado el 4 de septiembre de 2015, en el evento que contó con la presencia del gerente de EPM, Juan Esteban Calle, y el alcalde de Medellín, Aníbal Gaviria. Actualmente es operado por el Instituto de Cultura y Turismo.

## Otros espacios

### BIOS
El Centro de Bioinformática y Biología Computacional (BIOS), fue creada en 2008 gracias a un acuerdo de cooperación entre Colciencias y el MinTic, como resultado de la visita en 2007, Bill Gates a Colombia, como conclusión de su visita quedó claro que era necesario aprovechar la megadiversidad del país a través de un centro de investigación de alto nivel en el  país que desarrollara y aprovechara el potencial en los campos de la Bioinformática y la Biología Computacional.  
Se eligió a Manizales, en el centro de la región Cafetera, como lugar para ejecutar dicho proyecto, toda vez que en un radio de 200 km de dicha ciudad, se encuentra una gran variedad de ecosistemas, pisos térmicos y cerca de 55.000 especies distintas representadas en uno de los ejemplos de flora y fauna más diversos del país. De igual manera en esta región de Colombia se encuentra una de las más altas densidades de centros universitarios de alta calidad que incluyen dentro de sus programas de estudio carreras relacionadas con ciencias de la vida e informática, insumo importante para BIOS, el ecoparque fue el punto escogido para ser sede de este proyecto.